# Chinophrys pengi
Espèce
Chinophrys pengi est une espèce d'araignées aranéomorphes de la famille des Salticidae.

## Distribution
Cette espèce est endémique du Guangxi en Chine,.

## Description
La carapace du mâle holotype mesure 2,5 mm de long et l'abdomen 2,4 mm et la carapace de la femelle paratype mesure 2,4 mm de long et l'abdomen 2,9 mm.

## Étymologie
Cette espèce est nommée en l'honneur de Xian-jin Peng.

## Publication originale
- Zhang & Maddison, 2012 : New euophryine jumping spiders from Southeast Asia and Africa (Araneae: Salticidae: Euophryinae). Zootaxa, no 3581, p. 53-80.